# Каньяно-Амитерно
Канья́но-Амите́рно (итал. Cagnano Amiterno) — коммуна в Италии, расположена в области Абруццо, подчиняется административному центру Л’Акуила.
Население коммуны составляет 1431 человек (на 2005 г.), плотность населения составляет 23,8 чел./км². Занимает площадь 60,12 км². Почтовый индекс — 67012. Телефонный код — 0862.
Покровителями коммуны почитаются святые Косма и Дамиан. Праздник ежегодно празднуется 26 сентября.